# 繪夢羅
繪夢羅（1978年3月19日—）日本漫畫家。神奈川縣出身，血型A型。代表作是《真假茱莉葉》。

## 作品

### 漫画
- 七色神話、原名（1997·2001年） - 全1册
- 《真假茱莉葉》系列

1. 真假茱莉葉、原名《Wジュリエット》（1997 - 2002年、·花与梦·The花与梦） - 全14册
2. 真假茱莉葉Ⅱ、原名（2004 - 连载中、The花与梦） - 12册待续

- 道端天使、原名（2003 - 2004年、花与梦） - 8册待續
- 極樂同盟、原名《極楽同盟》（2004 - 2006年、花与梦） - 全4册
- 偉大的太陽、原名（2006 - 2007年、花与梦） - 全3册
- 追逐夢想的每一天、原名《今日も明日も。》（2008 - 2011年、花与梦） - 全11册

### Character Book
- 真假茱丽叶 Character Book（2002年、白泉社）

## 外部連結
- （日語）
- （日語）